# مارك ويستهيد
مارك ويستهيد (بالإنجليزية: Mark Westhead)‏ هو لاعب كرة قدم بريطاني في مركز حراسة المرمى، ولد في 19 يوليو 1975 في بلاكبول في المملكة المتحدة. لعب مع بولتون واندررز وستيفيناغ بوروه وكيدرمينستر هاريرز ونادي تلفورد يونايتد ونادي سليغو روفرز ونادي هايد إف سي وويكمب وندررز.

## وصلات خارجية
- مارك ويستهيد على موقع قاعدة بيانات كرة القدم.إي يو (الإنجليزية)
- مارك ويستهيد على موقع Soccerbase.com (لاعب) (الإنجليزية)